# Tragiczny Tydzień (Hiszpania)

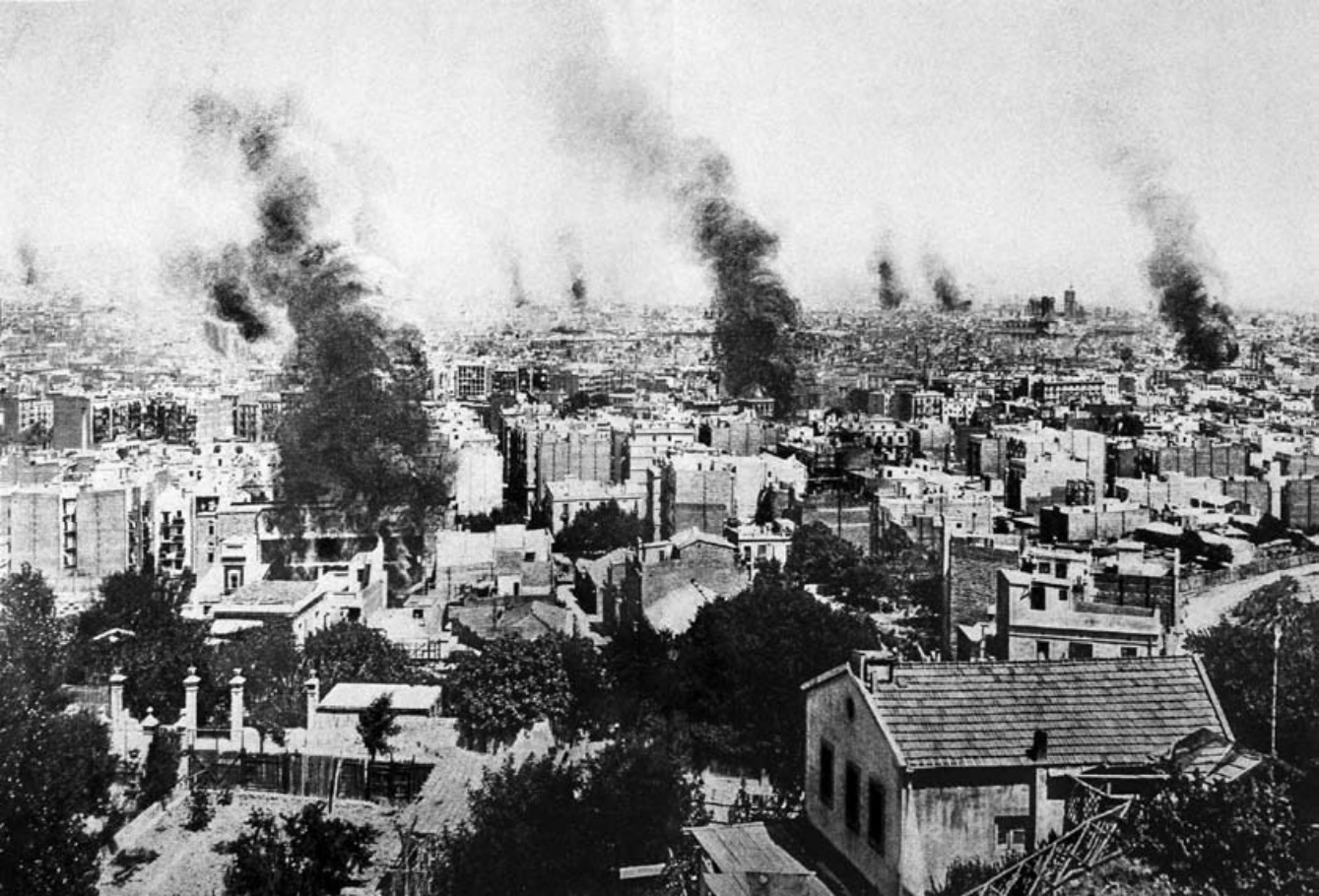
Barcelona podczas Tragicznego Tygodnia

Tragiczny Tydzień (kat. Setmana Tràgica, hiszp. Semana Trágica), rzadziej pod nazwą Powstanie Barcelońskie lub Powstanie w Barcelonie – seria krwawych konfrontacji pomiędzy armią a robotnikami z Barcelony i kilkunastu innych miast Katalonii, popieranymi przez anarchistów, socjalistów i republikanów, w ostatnim tygodniu lipca (26 lipca – 2 sierpnia) 1909 roku. Starcia zostały sprowokowane ogłoszeniem przez premiera Antonio Maury poboru rezerwistów z rodzin robotniczych, którzy mieli być wysłani do północnego Maroka w celu wsparcia armii hiszpańskiej podczas wojny z Berberami o Rif.

## Tło
Incydent rozpoczął się, gdy grupa poborowych wysłana do Maroka weszła na pokład statków należących do markiza Comillas, znanego katolickiego przemysłowca. Żołnierze byli przedmiotem patriotycznych przemówień, grano Marsz Królewski, a dobrze ubrane damy rozdawały religijne medaliki. Poborowi milczeli, ale wielu obserwatorów gwizdało i szydziło z uroczystości, a medaliki z Najświętszym Sercem zostały wyrzucone do morza.

## Przebieg wydarzeń
We wtorek robotnicy zajęli większą część centrum Barcelony, zatrzymując pociągi wojskowe i wywracając tramwaje. W czwartek doszło do walk ulicznych, wzrostu liczby zamieszek, strajków i podpaleń klasztorów. Wielu uczestników zamieszek miało poglądy antymilitarystyczne, antykolonialne i antyklerykalne. Uczestnicy zamieszek uważali Kościół rzymskokatolicki za część skorumpowanej klasy średniej i wyższej, której synowie nie musieli iść na wojnę, a duża część opinii publicznej została dodatkowo zwrócona przeciwko Kościołowi przez elementy anarchistyczne w mieście. Z tych pobudek nie tylko palono klasztory, ale także dewastowano groby i bezczeszczono zwłoki.